# Казки про стародавню імперію
Казки про стародавню імперію (англ. Tales of an Ancient Empire) — американський пригодницький бойовик 2010 року.

## Сюжет
Для того, щоб врятувати своє королівство, принцеса буде намагатися об'єднати п'ять найкращих воїнів.

## У ролях
- Кевін Сорбо — Ейден
- Мелісса Ордвей — принцеса Таніс
- Майкл Паре — Ода
- Саша Мітчелл — Родріго
- Вітні Ейбл — Ксая
- Ральф Меллер — генерал Хафез
- Меттью Вілліг — гігант Іберійський
- Сара Анн Шультс — Малія
- Лі Горслі — Кіготь
- Інбар Лаві — Алана
- Дженніфер Сібел — королева Маат
- Скотт Полін — Тоу-Боу Бардо
- Олів'є Грюнер — корсар Дагай
- Норберт Вайссер — Ксусі
- Морган Вайссер — капітан Евел
- Вікторія Мауретте — Кара
- Кеззі Голомб — Хекейт
- Джанелл Тейлор — Раджан
- Стефані Кац — барменша
- Ева Кард — Ki-Лін
- Ксавье Де Кліе — Дернієр
- Маріела Наварро — Леонор
- Шеннон Гарнетт — монгольський воїн
- Ліна Курішинга — слуга
- Керол Шук — жінка зі сходу
- Майкл Беюф — п'яний воїн
- Кіт Басс — великодушний убивця
- Аллекса Д'Алессіо — Суніта
- Метью Кейп — Вердаго
- Лорен Сазерленд — беззуба блудниця
- Даллас Райан — вікінг
- Франко Карлотто — капітан Фарід
- Мата Шаріф — барменша
- Джессіка Делгадо
- Морад Закарі — бербер
- Ніколас Мідлкауфф — Барду
- Рубен Дос Сантос — воїн (в титрах не вказаний)